# Travniška preslica
Travniška preslica (znanstveno ime Equisetum pratense) je vrsta rodu preslic (Equisetum), za katero je značilno široko območje razširjenosti. Habitati travniške preslice so običajno gozdovi z visokimi drevesi in gostim podrastjem, ki preslicam daje senco. Rastline najpogosteje rastejo na predelih, kjer je v bližini vodno telo (izvir, ribnik, reka ali jezero). Beseda pratense je latinskega izvora in pomeni travnik oziroma pašnik. To vrsto preslice najdemo tudi na številnih območjih Slovenije.

## Značilnosti
Rastlina je trajnica, za katero je značilna tudi prisotnost korenike. Pri travniški preslici se pojavljajo med seboj raznolika jalova (sterilna) in trosonosna (plodna ali fertilna) stebla. Zaradi podobnosti je travniško preslico moč zamenjati z njivsko preslico (Equisetum arvense) in močvirsko preslico (Equisetum palustre).
Travniška preslica ima belkasto-zelene vitke jalove (sterilne) poganjke, ki zrastejo od 15 do 52,5 centimetrov. Sterilni poganjki se enakomerno razraščajo, pri čemer so lističi razporejeni v urejenih vretencih. Jalova stebla poganjajo nad zemljo (so nadzemna) in imajo votel osrednji del. Votlina predstavlja približno polovico premera vsega stebla. Izraščajo tudi stranski poganjki, katerih zgradba je razmeroma enostavna, sami pa so precej dolgi, pokončni ali štrleči. Pri travniški preslici je običajno prisotno večje število stranskih poganjkov. Listi (vejice) so šilasto oblikovani in izraščajo iz nožnice zelenih ter rjavih odtenkov. Tudi na gornjem delu lističev je vidna rjava obarvanost.
Plodni listi (sporofili) so rjave barve in se v skupinah (trosnih klasih ali strobilusih) nahajajo na gornjem (apikalnem) delu fertilnih stebel. Vodoravno odklonjeni stranski poganjki trosonosnih klasov so precej krajši kot stranski poganjki jalovih stebel, izrazito velike pa so listne nožnice, ki imajo rjavkasto obarvane zobce in nekoliko svetlejši rob. Rjavi fertilni klasi so nameščeni na dolgih in tankih pecljih, pri vrhu so nekoliko zoženi. Trosonosni klasi dozorijo v času pozne pomladi.

## Habitat
Travniška preslica se pojavlja v aluvialnih gozdovih, goščavah, jasah poraslih z mahovi in apnenčastih travnikih. Vrsta velja za pogosto pionirsko rastlino, ki je med prvimi fotosintetizirajočimi organizmi, ki po naravni (ali umetni) katastrofi poselijo neko področje. Velikokrat preslica raste na nestabilnih predelih, na katerih deluje vodna erozija ali se nabirajo depoziti rečnih sedimentov. Na območjih bujnejše vegetacije se ta praprotnica zaradi tekmovanja z rastlinami stalnih (klimaksnih) združb pojavlja le v obliki posamičnih in nekoliko manjših poganjkov.
Travniška preslica ima široko območje razširjenosti; pojavlja se vse od Islandije, severne Britanije in severne Irske, preko srednje Evrope, pa do Alp. Raste tudi na večjem delu severne Azije in Japonske, najti jo je mogoče na raznih predelih Severne Amerike (recimo na Aljaski). To vrsto preslice najdemo v Sloveniji, ne raste pa na območju Karavank in dinarskem predelu Slovenije.

## Strupenost
Travniška preslica je v dovoljšnih količinah strupena, saj vsebuje encim tiaminazo, ki povzroča razpad tiamina (vitamina B1), vitamina, udeleženega v presnovne reakcije lipidov, glukoze in aminokislin.